# 彼拉戈斯
彼拉戈斯，是西班牙坎塔布里亚的一个市镇。总面积89平方公里，总人口13035人（2001年），人口密度146人/平方公里。